# Kaman K-16B
Die Kaman K-16B war ein mit Kippflügeln ausgerüstetes Wandelflugzeug des US-amerikanischen Herstellers Kaman Aircraft Corporation.
Der Prototyp wurde 1959 gebaut und bestand prinzipiell aus einem Flugboot des Typs Grumman JRF Goose. Im Gegensatz zu sonstigen Kippflügelflugzeugen konnten die Tragflächen nur bis zu einem Winkel von 50° statt 90° gekippt werden. Zwei General Electric T58 trieben je einen im Durchmesser 4,58 m messenden Propeller an. Der Tragflügel besaß an der Hinterkante sehr große Fowlerklappen, sodass auch der umgeleitete Luftschraubenstrahl (engl.: deflected slipstream) zum Auftrieb beitrug.
Die K-16B absolvierte umfangreiche Tests zu Strömungseigenschaften im Windkanal, unter anderem im Ames Research Center in Los Alamos. Diese Tests liefen bis zur Einstellung des Projekts 1962, noch bevor es einen Erstflug gegeben hatte. Der Prototyp ist heute in einem Museum in den USA zu besichtigen.